# Emsländische Landschaft

Wirkungsbereich der Emsländischen Landschaft (dunkelrot) in Niedersachsen

Die Emsländische Landschaft ist ein eingetragener Verein in Niedersachsen mit Sitz auf Schloss Clemenswerth in Sögel.
Die Emsländische Landschaft gehört zu den Landschaftsverbänden in Niedersachsen und wurde 1979 gegründet. Ihr Wirkungsbereich umfasst die Landkreise Emsland und Grafschaft Bentheim.

## Aufgaben
Die Emsländische Landschaft besitzt, wie die anderen Landschaften und Landschaftsverbände in Niedersachsen, hauptsächlich kulturpolitische Aufgaben. Sie besitzt die Rechtsform eines eingetragenen Vereines und nimmt im Auftrage ihrer Gebietskörperschaften und des Landes Niedersachsen zentrale kommunale und dezentrale staatliche Aufgaben auf den Gebieten der Kultur, Wissenschaft und Bildung wahr.
Zum Arbeitsspektrum der Emsländischen Landschaft gehört:
- die Erforschung der Geschichte des Raumes und der Familiengeschichte
- die Pflege der heimatlichen Literatur und der plattdeutschen Sprache
- die Volkskunde und das Brauchtum
- der Denkmalschutz und die Denkmalpflege
- die Kunst und das Kunsthandwerk
- die Erhaltung und Gestaltung der natürlichen Landschaft
- die Musik und die Musikpädagogik
- die Förderung der Kinder- und Jugendkultur
- die Förderung der Theaterpädagogik

Zur Bestreitung dieser Aufgaben unterhält die Emsländische Landschaft mehrere Arbeitskreise und Institutionen.
Seit 1980 besteht ein Arbeitskreis Familienforschung. Sitz dieser Gruppe ist die Bibliothek des Emsländischen Heimatbundes in Meppen, mit der die Emsländische Landschaft auch personell eng verflochten ist. Dem Arbeitskreis gehören rund 170 Genealogen aus der Region sowie benachbarten Gebieten der Niederlande und Nordwestdeutschlands an. Sie tritt mit Vortragsnachmittagen, einer jährlichen Genealogischen Ahnenbörse in Nordhorn und einer Zeitschrift, die Emsländische und Bentheimer Familienforschung, an die Öffentlichkeit.
1980 folgte der Arbeitskreis Geschichte. In ihm soll die interdisziplinäre Kooperation von universitärer und außeruniversitärer Forschung über die Region gestärkt werden. Jährlich treffen sich Forscher aus der Region und über die Region Emsland/Bentheim Anfang November zum Austausch. Aus diesem Arbeitskreis heraus wird die Reihe Emsland/Bentheim publiziert, von der im April 2008 der 20. Band erschienen ist.
Für Förderungen der Kenntnis der regionalen Vergangenheit gibt die Arbeitsgruppe Die Region im Unterricht der Emsländischen Landschaft ferner vornehmlich für den Schulgebrauch Quellensammlungen heraus, so 2000 zur Emslanderschließung und 2007 zur regionalen Geschichte während des Kaiserreichs. 2009 folgte der Band über die Zeit von der Novemberrevolution 1918 bis zum Ende des Jahres 1933 in zwei Teilbänden und als CD-ROM.
Ein Schwerpunkt in der Kulturförderung ist das von der Emsländischen Landschaft 1980 gegründete  Theaterpädagogische Zentrum in Lingen (Ems) (TPZ Lingen), das eine Außenstelle in Nordhorn besitzt. Personell weit größer als die Emsländische Landschaft, ist das TPZ Lingen eine der größten Einrichtungen seiner Art in der Bundesrepublik. Dort gibt es Kinder- und Jugendtheaterwerkstätten, Theater für behinderte Menschen, überdies Tanz- und Zirkusgruppen. Der große Servicebereich wie der Kostümverleih oder ein Tonstudio steht auch anderen Theatergruppen und Privatpersonen zur Verfügung.
Das TPZ Lingen richtet bedeutende Theaterfestivals aus, so das Internationale Fest der Puppen und das Welt-Kindertheater-Fest.
Aus dem TPZ Lingen sind überdies die Arbeitsgemeinschaften Plattdeutsches Theater und Volkstanz und Folklore hervorgegangen.
Da die Emsländische Landschaft sich außerdem stark in der musikalischen Weiterbildung engagiert und dazu auch ein Künstlerstipendium vergibt, sind in diesem Bereich zahlreiche weitere Aktivitäten vorhanden, etwa die Herausgabe einer plattdeutschen CD Kinner singt und danzt.

## Die Strukturen der Emsländischen Landschaft
Mitglieder sind die beiden Landkreise Emsland und Grafschaft Bentheim sowie die beiden Dachorganisationen der Heimatvereine des Emslandes und der Grafschaft Bentheim. Sitz der Emsländischen Landschaft ist Schloss Clemenswerth bei Sögel; Geschäftsführerin ist Veronika Olbrich. Organe der Emsländischen Landschaft sind die Mitgliederversammlung, der Vorstand und der Beirat. Die Amtszeit beträgt fünf Jahre.
Der Mitgliederversammlung gehören je zehn Vertreter des Landkreises Emsland und des Emsländischen Heimatbundes sowie je fünf Vertreter des Landkreises Grafschaft Bentheim und des Heimatvereins der Grafschaft Bentheim an.
Den Vorstand bilden der Präsident Marc-André Burgdorf (Landrat Emsland), der Vizepräsident und Beiratsvorsitzende Uwe Fietzek (Landrat Grafschaft Bentheim), der 2. Vizepräsident Markus Silies (Bürgermeister Emsbüren), die Geschäftsführerin Veronika Olbrich, der Schatzmeister Gerd Conens und fünf weitere Mitglieder.
Der Beirat besteht aus zwölf Personen und berät den Vorstand vor allem bei der Erstellung des Jahresprogramms und der Bildung von Arbeitskreisen und Arbeitsgruppen.
Zur Durchführung ihrer Aufgaben hat die Emsländische Landschaft folgende sechs Fachgruppen gegründet, die mit Publikationen, Ausstellungen oder Aufführungen öffentlich aktiv werden.
- Ausstellungen
- Kinder- und Jugendkultur
- Ländlicher Raum
- Musik
- Regionale Kulturformen
- Region im Unterricht

Nach dem Tod von Wilhelm Rülander am 2. Februar 2018 entschied sich der Vorstand der Studiengesellschaft für Emsländische Regionalgeschichte, bei Wahrung der organisatorischen Selbstständigkeit Arbeitskreis der Emsländischen Landschaft zu werden. Dies geschah mit Wirkung zum 1. Januar 2019, nachdem beiderseits Mitgliederversammlungen dem zugestimmt hatten.

## Landschaftsmedaille
Seit 2004 verleiht die Emsländische Landschaft die Landschaftsmedaille an Personen, die sich in herausragender Weise um die Kultur- und Heimatpflege oder um die regionale historische Forschung verdient gemacht haben.
- 2004: Jan Ringena; Josef Stecker
- 2006: Heinrich Voort; Friedrich Berentzen
- 2009: Albert Rötterink; Josef Hanekamp
- 2010: Heinrich Book
- 2012: Alexander Herbermann; Gudrun Thiessen-Schneider
- 2014: Werner Franke
- 2016: Helmut Lensing; Horst Heinrich Bechtluft
- 2018: Ludwig Remling; Michael Sänger; Gerolf Küpers; Bernd Robben
- 2022: Hermann Bröring; Josef Brüggemann